# 克里萨达·卡曼
克里萨达·卡曼（1999年3月18日—），泰国足球运动员，司职后卫。現效力於泰超球会BG巴吞聯，也代表泰国国家足球队。

## 荣誉

### 俱乐部
春武里
- 泰国足总杯亚军：2020–21

### 国家队
泰国
- 东南亚足球锦标赛冠军：2020、2022

泰国U-19
- 東南亞足協U-19青年錦標賽：2017